# Список населённых пунктов Ростовского района
Населённые пункты Ростовского района Ярославской области:
Некоторые из перечисленных ниже населенных пунктов не существуют. См. напр., .
- Ростов (г.)

## А
- Абросиха — деревня
- Аксёнково — деревня
- Алевайцино — село
- Алёшино — деревня
- Алёшково — село
- Андреевское — деревня
- Андронеж — деревня
- Анциферово — деревня
- Астрюково — деревня

## Б
- Бабино — деревня
- Бабки — деревня
- Бакланово — деревня
- Баскач — деревня
- Бахматово — деревня
- Башкино — деревня
- Безменцево — деревня
- Беклемишево — посёлок при станции
- Белогостицы — село
- Бикань — деревня
- Биричево — деревня
- Благовещенская Гора — село
- Богородское — деревня
- Богослов — село
- Бологово — деревня
- Болотово — деревня
- Большая Шугорь — село
- Борисовское — деревня
- Боровицы — село
- Бородино — деревня
- Борушка — деревня
- Будилово — деревня
- Буково — деревня
- Булатово — деревня
- Бурчаково — деревня

## В
- Василево — деревня
- Васильково — село
- Вахрушево — деревня
- Вексицы — село
- Вепрева Пустынь — село
- Власьково — деревня
- Воиновы Горки — деревня
- Волосово — деревня
- Воржа — село
- Воробылово — деревня
- Воронино — село
- Ворсница — деревня
- Выползово — деревня
- Высоково — деревня

## Г
- Гаврилково — деревня
- Галахово — деревня
- Гвоздево — село
- Глебово — деревня
- Годеново — село
- Голешево — деревня
- Головинское — деревня
- Гологузово — деревня

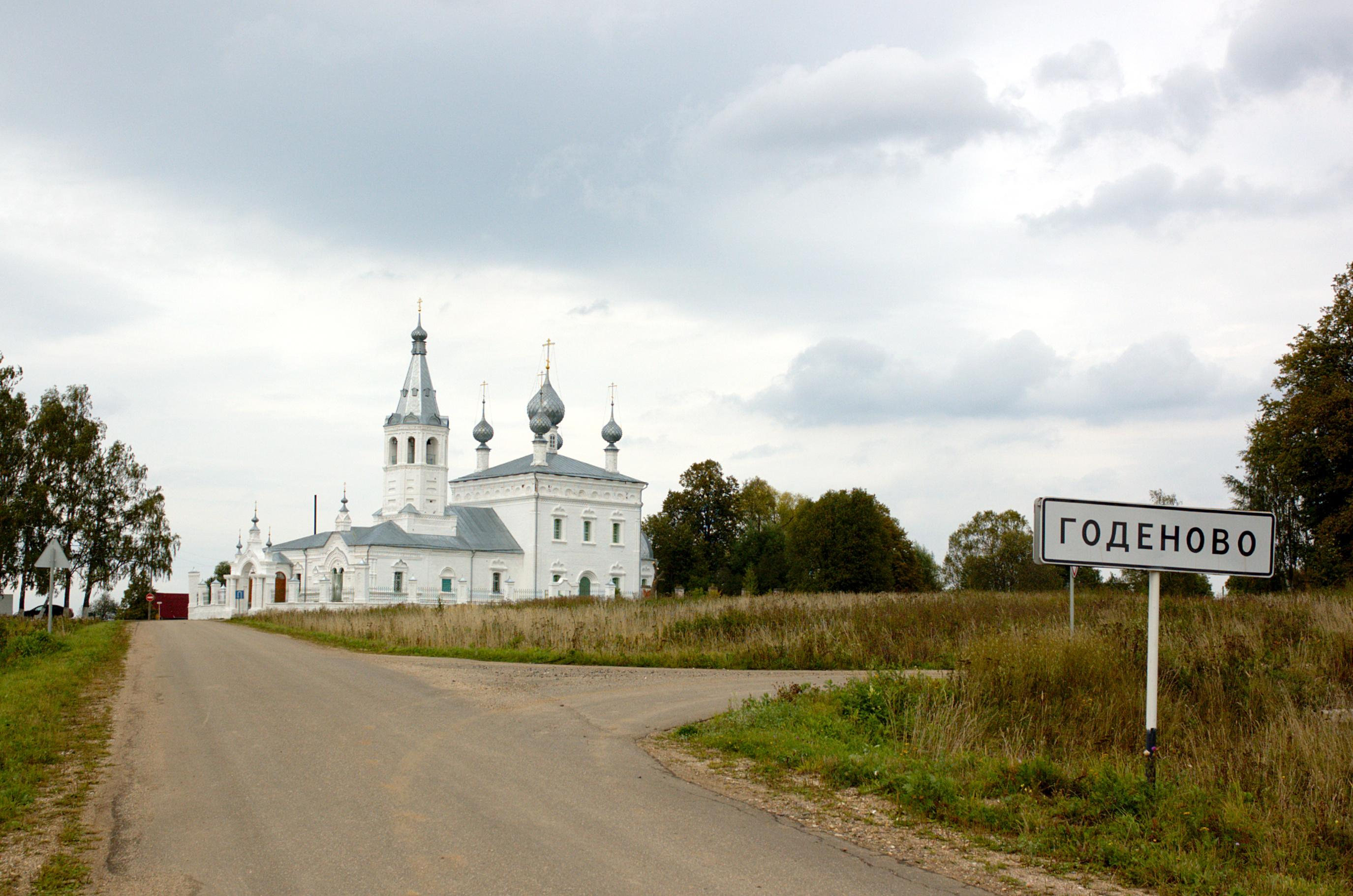
В селе Годеново

- Горбынино (Фатьяновская с/а) — деревня
- Горбынино (Шугорская с/а) — деревня
- Горка — деревня
- Горки — деревня
- Горки — село
- Горный — посёлок
- Григорово (Карашская с/а) — деревня
- Григорово (Поречская с/а) — деревня
- Григорьково — деревня
- Губычево — деревня
- Гусарниково — деревня

## Д
- Дарцово — деревня
- Деболовская — посёлок при станции
- Деболовское — село
- Дементьево — деревня
- Демьянское — деревня
- Демьяны — село
- Деревни — село
- Дертники — деревня
- Детского санатория Итларь — посёло
- Дмитриановское — село
- Дубник — деревня
- Дуброво (Дмитриановская с/а) — деревня
- Дуброво (Савинская с/а) — деревня
- Дуброво (Сулостская с/а) — деревня
- Дунилово — деревня
- Душилово (Никольская с/а) — деревня
- Душилово (Фатьяновская с/а) — деревня

## Е
- Еремейцево — деревня
- Ершники — деревня

## Ж
- Жоглово — деревня

## З
- Заводской (Ростовский район Ярославской области) — посёлок
- Заиренье — деревня
- Заозерье — деревня
- Заречный (Ростовский район Ярославской области) — посёлок
- Заречье (Ново-Никольская с/а) — деревня
- Заречье (Перовская с/а) — деревня
- Заречье (Угодичская с/а) — деревня
- Заречье (Фатьяновская с/а) — деревня
- Захарово (Ростовский район Ярославской области) — деревня
- Зверинец (Ростовский район Ярославской области) — село
- Звягино (Ростовский район Ярославской области) — деревня
- Зиновьево (Ростовский район Ярославской области) — деревня

## И
- Ивакино — село
- Иваново (Ростовский район Ярославской области) — деревня
- Ивановское (Ростовский район Ярославской области) — деревня
- Ивашево — деревня
- Ивашково — село
- Инеры — деревня
- Исаково — деревня
- Итларь — деревня
- Итларь — посёлок при станции
- Ишня — посёлок

## К
- Казарка — деревня
- Каликино — село
- Калинино — деревня
- Калистово — деревня
- Кандитово — деревня
- Караваево — деревня
- Карагачево — деревня
- Караш — село
- Каюрово — деревня
- Кильгино — деревня
- Кладовицы — деревня
- Климатино — село
- Кобяково — деревня
- Козлово — деревня
- Козохово — село
- Коленово — деревня
- Конюково (Итларская с/а) — деревня
- Конюково (Любилковская с/а) — деревня
- Копорье — деревня
- Кореево — деревня
- Корытово — деревня
- Косорезово — деревня
- Красново — деревня
- Краснораменье — село
- Крутой Овраг — деревня
- Крячково — деревня
- Кураково — деревня
- Курбаки — деревня
- Кустерь — деревня

## Л
- Лазарево — деревня
- Лазарцево — село
- Левина Гора — деревня
- Левково — деревня
- Лесной — посёлок
- Ликино — деревня
- Липовка — деревня
- Ловцы — деревня
- Ломы (Ново-Никольская с/а) — деревня
- Ломы (Шурскольская с/а) — деревня
- Львы — село
- Любилки — село
- Любильцево — деревня

## М
- Макарово — село
- Максимовицы — деревня
- Малая Шугорь — село
- Малиновка — деревня
- Малитино — деревня
- Маргасово — деревня
- Марково — село
- Матвеевское — село
- Маурино — деревня
- Медведево — деревня
- Меленки — деревня
- Мирославка — деревня
- Михайловское — деревня
- Молоди — деревня
- Мосейцево — село
- Муравейка — деревня
- Мятежево — деревня

## Н
- Нагая Слобода — деревня
- Нажеровка — деревня
- Назарьево — деревня
- Низово — деревня
- Никитино-Барское — деревня
- Никитино-Троицкое — деревня
- Никово — деревня
- Николо-Перевоз — село
- Никольское — село
- Никоново — село
- Новая Деревенька — деревня
- Ново (Поречская с/а) — деревня
- Ново (Татищевский с/а) — деревня
- Ново-Иваново — деревня
- Ново-Никольское — село
- Новолесное — деревня
- Новоселка (Никольская с/а) — деревня
- Новоселка (Ново-Никольская с/а) — деревня
- Новоселка (Перовская с/а) — деревня
- Новоселка (Угодичская с/а) — деревня
- Новоселка (Фатьяновская с/а) — село
- Новоселка (Шурскольская с/а) — деревня
- Новотроицкое — село
- Няньково — деревня

## О
- Огарево — деревня
- Олебино — деревня
- Осиновцы — деревня
- Осминино — деревня
- Осник — деревня
- Осоево — деревня
- Осокино — деревня
- Остеево — деревня
- Остров — деревня

## П
- Павлова Гора — посёлок
- Павловское — село
- Паздерино — деревня
- Пашино — деревня
- Первитино — село
- Перевозново — деревня
- Перетрясово — деревня
- Перечки — деревня
- Перово — деревня
- Песочное — село
- Петровское — посёлок городского типа
- Петрушино — деревня
- Побычево — деревня
- Погорелово — село
- Подберезье — деревня
- Поддубное — деревня
- Поддыбье — деревня
- Подлесново — село
- Покров — деревня
- Полежаево — деревня
- Полянки — село
- Пореево — деревня
- Поречье-Рыбное — посёлок
- Прасолово — деревня
- Пречистое — село
- Приимково — село
- Приозерный — посёлок
- Пужбол — село

## Р
- Разлив — деревня
- Рельцы — деревня
- Романцево — деревня
- Рославлево — село
- Рухлево — деревня
- Рылово — деревня
- Рюмниково — деревня

## С
- Савино — деревня
- Савинское — село
- Сажино — деревня
- Селище — деревня
- Сельцо — село
- Семенково — деревня
- Семёновское — деревня
- Семибратово — посёлок
- Сидорково — деревня
- Сильницы — деревня
- Сильницы — станция
- Скнятиново (Никольская с/а) — село
- Скнятиново (Угодичская с/а) — село
- Скородумово — деревня
- Смертино — деревня
- Смыково — деревня
- Согило — деревня
- Соколово — деревня
- Солнечный — посёлок
- Солонино — деревня
- Солоть — деревня
- Сорокино (Дмитриановская с/а) — деревня
- Сорокино (Карашская с/а) — деревня
- Сорокино (Никольская с/а) — деревня
- Спас-Смердино — село
- Спирцово — деревня
- Старово — деревня
- Стрелы — деревня
- Строганово — деревня
- Стулово — деревня
- Судино — деревня
- Сулость — село
- Сумароково — деревня

## Т
- Талицы — село
- Тарасово — деревня
- Татищев Погост — село
- Твердино — деревня
- Тереньково — деревня
- Теханово — деревня
- Токарево — деревня
- Троица-Нарядово — село
- Тряслово — деревня
- Турово — деревня

## У
- Уваиха — деревня
- Угодичи — село
- Угреша — деревня
- Уставское — деревня
- Уткино — деревня
- Ушаково — деревня

## Ф
- Фатьяново — село
- Федорково — деревня
- Фёдоровское — деревня
- Филимоново (Никольская с/а) — деревня
- Филимоново (Поречская с/а) — село
- Филимоново (Фатьяновская с/а) — село
- Филиппова Гора — село
- Филяево — деревня
- Фрольцево — деревня

## Х
- Халдеево — село
- Хмельники — посёлок
- Хожино — деревня
- Хонятино — деревня

## Ч
- Чашницы — деревня
- Чепорово — деревня
- Черемошник — деревня
- Чупрониха — деревня
- Чуфарово — село

## Ш
- Шестаково — село
- Шишково — деревня
- Шулец — село
- Шумилово — деревня
- Шурскол — село

## Щ-Я
- Щипачево (Карашская с/а) — деревня
- Щипачево (Перовская с/а) — деревня
- Южный — посёлок
- Юрьевская Слобода — деревня
- Юрьевское (Карашская с/а)  — деревня
- Юрьевское (Сулостская с/а) — село
- Якимовское — село
- Яковково — деревня